# Callionymus africanus
Callionymus africanus là một loài cá biển thuộc chi Callionymus trong họ Cá đàn lia. Loài này được mô tả lần đầu tiên vào năm 2000.

## Phân bố và môi trường sống
C. africanus có phạm vi phân bố ở Tây Ấn Độ Dương. Loài này được tìm thấy dọc theo bờ biển Kenya và xung quanh Zanzibar (Tanzania), được thu thập ở độ sâu khoảng 178 – 220 m.